# Kozacy dońscy

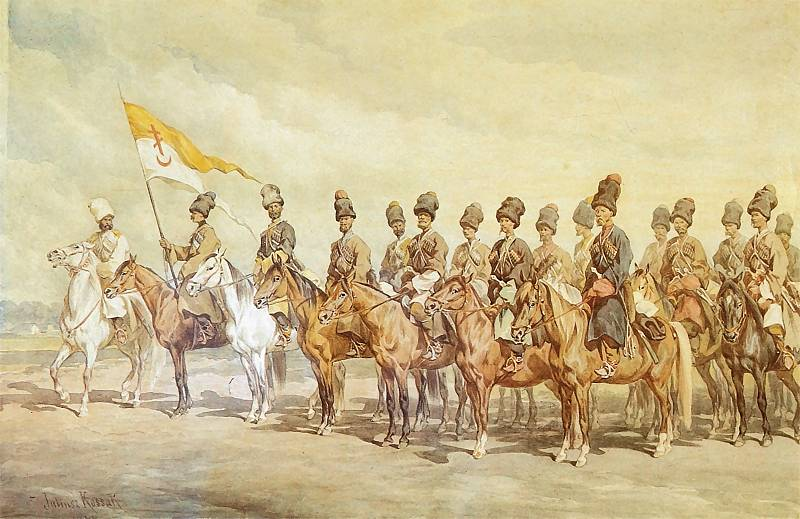
Juliusz Kossak, Kozacy dońscy, 1877

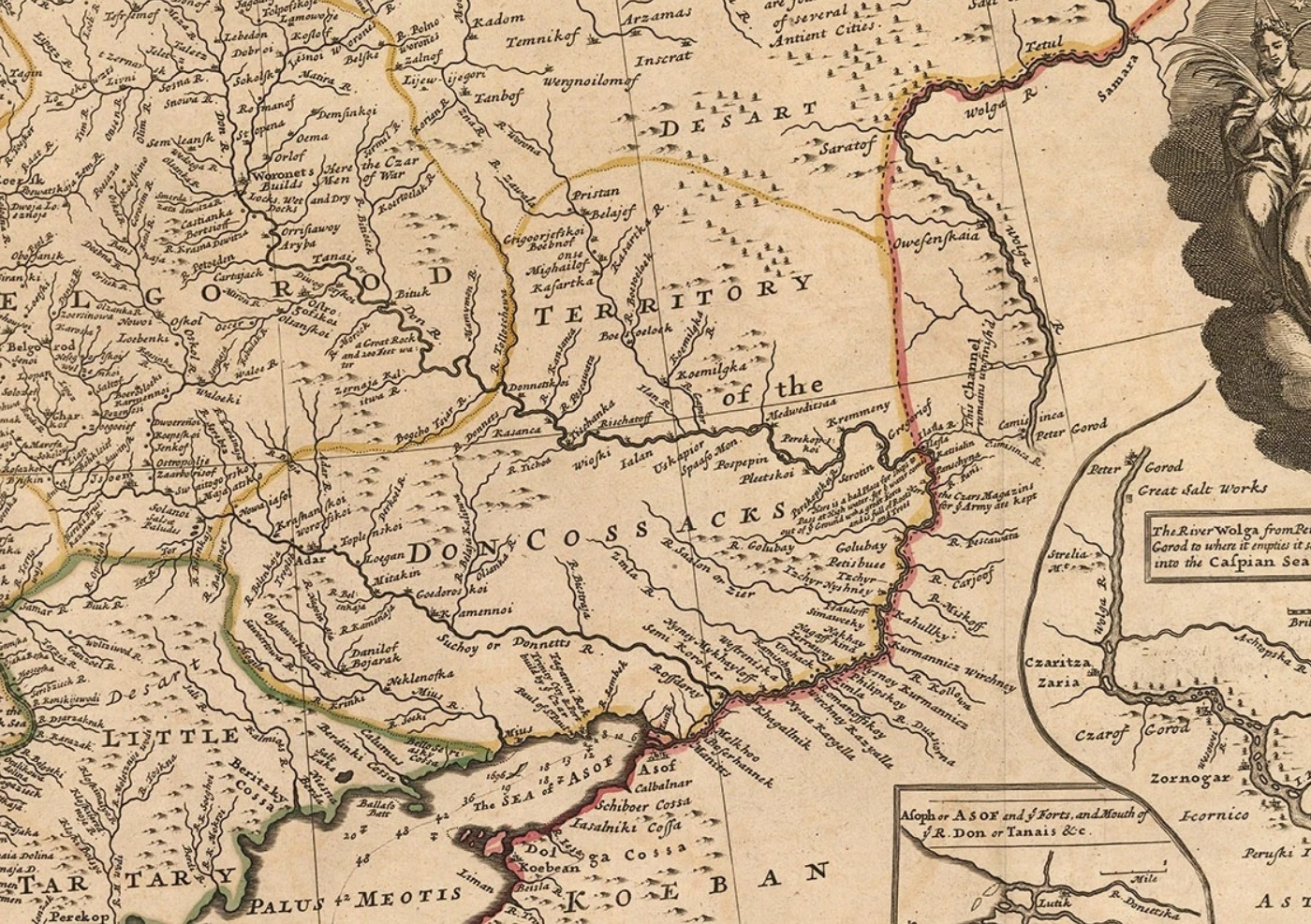
Territory of the Don Cossacks - Terytorium Wojska Kozackiego - Herman Moll 1715

Obwód Wojska Dońskiego w 1900

Kozacy dońscy (ros. Донски́е казаки́) – najliczniejsza grupa Kozaków w Imperium Rosyjskim, a także najliczniejsza grupa Kozaków we współczesnej Rosji. Otrzymali do zasiedlenia autonomiczny region, zwany Obwodem Wojska Dońskiego lub Krajem Wojska Dońskiego, znajdujący się na terenie części dzisiejszych obwodów: rostowskiego, wołgogradzkiego i woroneskiego oraz Kałmucji w Rosji, a także obwodów ługańskiego i donieckiego na Ukrainie. 
Nazwa Kozaków dońskich, pochodzi od rzeki Don, przepływającej przez ich terytorium.

## Historia
Grupa ta uformowała się w XVI wieku. Szeregi Kozaków dońskich były zasilane głównie przez zbiegłych chłopów z Rosji i Rzeczypospolitej oraz dezerterów z wojsk kierowanych do obrony granic. Stanowili nieregularną formację jazdy, charakteryzującą się oryginalną strukturą i nietypowym systemem zarządzania. Pierwszą stolicą Kraju Dońskiego były Razdory, położone w widłach Donu i Dońca, później głównym ośrodkiem stał się Czerkask. W 1805 roku przeniesiono stolicę do Nowoczerkaska. 
Gdy w XIX wieku carat stał się potężniejszy, Kozacy dońscy zostali przekształceni w armię regularną. W rzeczywistości regularne formacje kozackie wchodziły w skład armii rosyjskiej już od drugiej połowy XVII wieku. Ich uzbrojenie i wyposażenie były bardzo różnorodne, lecz głównie składało się z bułatów (rodzaj szabli wschodnich), pistoletów i lanc. Kozacy raczej nie używali opancerzenia, z wyjątkiem zakładanych niekiedy lekkich kolczug, nosili długie kaftany bez guzików i wysokie futrzane czapy. Podobnie jak lekka jazda, atakowali w luźnej formacji. Byli szybcy i zwrotni, skuteczni w rajdach na tyły wroga i manewrach oskrzydlających. 
Często wykorzystywano ich do zajmowania terenu i służby granicznej. Kozacy byli uważani za najwierniejszą caratowi formacje wojskową, toteż wykorzystywano ich często do tłumienia manifestacji, ruchów rewolucyjnych i narodowowyzwoleńczych na terenie imperium rosyjskiego (m.in. polskich powstań). W czasie wojny domowej, około 90% Kozaków wsparło Białych i walczyli z bolszewikami. W nocy 11 marca 1919 roku, po ponad dwóch miesiącach Czerwonego Terroru nad Donem, wywołali m.in. powstanie Górno-Dońskie zwane również powstaniem Wieszeńskim. Kozacy nigdy nie zaakceptowali komunistycznej władzy. W czasie drugiej wojny światowej, znaczna część Kozaków tworzyła jednostki kolaboracyjne z armią niemiecką by spróbować zrzucić jarzmo bolszewickie.

Flaga Kozaków Dońskich

## Współczesność
Kozakiem dońskim był rosyjski pisarz Michaił Szołochow, autor Cichego Donu - dzieła ukazującego losy Kozaków dońskich na przełomie XIX i XX wieku. Za tę powieść otrzymał w 1965 roku Nagrodę Nobla w dziedzinie literatury. 
Dzięki staraniom rosyjskich wojskowych, zwłaszcza Aleksandra Lebiedzia, kozactwo na terenie Rosji odrodziło się w latach 90. XX wieku. Powstały wojskowe szkoły kozackie nawiązujące do tradycji carskiej Rosji, np. w Nowoczerkasku.